# Disporella separata
Disporella separata är en mossdjursart som beskrevs av Osburn 1953. Disporella separata ingår i släktet Disporella och familjen Lichenoporidae. Inga underarter finns listade i Catalogue of Life.